# Władysław Tomczak
Władysław Tomczak, ps. Śmigielski, (ur. 30 maja 1897 w Pabianicach, zm. 22 kwietnia 1943 w Łodzi) – legionista, oficer rezerwy WP, działacz społeczny.

## Życiorys
Syn Andrzeja i Marii z d. Śmigielskiej, brat Mieczysława Tomczaka. Legionista 2 i 4 pp Legionów Polskich (1914 - 1917), internowany w Szczypiornie, podoficer i oficer Wojska Polskiego (4 pp LP, 14 pp WP), obrońca Włocławka w 1920 r. (jako oficer w bat.zapasowym 14 pp WP). Po 1921 r. przeniesiony do rezerwy, kierownik Ubezpieczalni Społecznej w Pabianicach. Założyciel i Prezes Związku Legionistów Polskich w Pabianicach, członek Związku Strzeleckiego i Pabianickiego Towarzystwa Cyklistów. Odznaczony m.in. Krzyżem Niepodległości i Srebrnym Krzyżem Zasługi. 22 kwietnia 1943 roku zamordowany przez Niemców w obozie Radogoszcz (Łódź).